# Ferro-ferri-fluoro-leakeite
La ferro-ferri-fluoro-leakeite (simbolo IMA: Fffllk) è un raro minerale del supergruppo dell'anfibolo, all'interno del quale viene collocato nel "gruppo degli anfiboli con W(OH,F,Cl)-dominante" e da lì al sottogruppo degli anfiboli di sodio dove occupa un posto nel "gruppo contenente la radice leakeite nel nome"; essendo un anfibolo, appartiene agli inosilicati e pertanto alla famiglia minerale dei "silicati", e possiede composizione chimica NaNa2(Fe2+2Fe3+2Li)Si8O22F2.
La ferro-ferri-fluoro-leakeite è definita con:
- catione sodio dominante in posizione A
- catione ferro ferroso Fe2+ dominante in posizione C2+
- catione ferro ferrico Fe3+ dominante in posizione C3+
- anione idrossile OH dominante in posizione W.

## Etimologia e storia
La ferro-ferri-fluoro-leakeite è stata descritta nel 1996 in base a campioni nella parte occidentale dei Monti Sangre de Cristo nei pressi di Questa (nel Nuovo Messico, Stati Uniti) e approvata inizialmente dall'Associazione Mineralogica Internazionale (IMA) con il nome di fluoro-ferroleakeite.
Il minerale è stato poi rinominato in ferri-ferro-fluoro-leakeite nell'ambito della revisione della nomenclatura degli anfiboli del 2012 in base alla sua composizione chimica. Il nome-radice leakeite è in onore del geologo scozzese Bernard Elgey Leake dell'Università di Glasgow.

## Classificazione
La classica nona edizione della sistematica dei minerali di Strunz, aggiornata dall'Associazione Mineralogica Internazionale fino al 2009, elenca la ferro-ferri-fluoro-leakeite con il nome fluoro-ferroleakeite, che viene collocata nella classe "9. Silicati (germanati)" e da lì nella sottoclasse "9.D Inosilicati"; questa viene suddivisa più finemente in base alla struttura cristallina del minerale, in modo tale da trovare la ferro-ferri-fluoro-leakeite (fluoro-ferroleakeite) nella sezione "9.DE Inosilicati con catene doppie di periodo 2, Si4O11; clinoanfiboli" dove forma il sistema nº 9.DE.25.
Tale classificazione resta invariata anche nell'edizione successiva, proseguita dal database "mindat.org" e chiamata Classificazione Strunz-mindat.
Nella Sistematica dei lapis (Lapis-Systematik) di Stefan Weiß la ferro-ferri-fluoro-leakeite è elencata nella classe dei "silicati" e nella sottoclasse degli "inosilicati"; qui il minerale si trova nella sezione di quelli che hanno struttura "[Si4O11] a due bande 6-; gruppo degli anfiboli; anfiboli alcalini" dove forma il sistema nº VIII/F.08.
Anche la classificazione dei minerali secondo Dana, usata principalmente nel mondo anglosassone, elenca la ferro-ferri-fluoro-leakeite nella famiglia dei silicati; qui è nella classe degli "inosilicati: catene doppie non ramificate, W=2" e nella sottoclasse degli "inosilicati: catene doppie non ramificate, configurazione anfibolo W=2" dove forma il "gruppo 4, anfiboli di sodio" con il numero di sistema 66.01.03c.

## Abito cristallino
La ferro-ferri-fluoro-leakeite cristallizza nel sistema monoclino nel gruppo spaziale C2/m (gruppo nº 12) con le costanti di reticolo a = 9,792(1) Å, b = 17,938(1) Å, c = 5,3133(4) Å e β = 103,87(7)°, oltre ad avere 2 unità di formula per cella unitaria.

## Origine e giacitura
La ferro-ferri-fluoro-leakeite potrebbe essere un componente dei graniti peralcalini più comune di quanto fa presumere la recente scoperta, poiché il litio che caratterizza le leakeiti è difficilmente rilevabile dalle analisi condotte comunemente.
La ferro-ferri-fluoro-leakeite è stata trovata nel porfido moderatamente peralcalino; la paragenesi è con quarzo, feldspato alcalino, acmite, ilmenite e zircone.
Il minerale è molto raro ed è stato trovato solo nella sua località tipo, il plutone "Canada Pinabete" (36.77444°N 105.56556°W) presso Questa (contea di Taos, Nuovo Messico - Stati Uniti); ad Ampasibitika presso Ambanja (Madagascar); nel complesso minerario di "Baerzhe" presso Tongliao (nella Mongolia Interna, Cina); nel massiccio Khaldzan Buragtag nel distretto di Mjangad (Mongolia).

## Forma in cui si presenta in natura
La ferro-ferri-fluoro-leakeite è stata scoperta sotto forma di cristalli anedrali prismatici paralleli a [001] lunghi fino a un millimetro. Il minerale è traslucido con lucentezza vitrea, il colore va dal blu-nero al nero, mentre quello del suo striscio è grigio bluastro.

## Proprietà ottiche
La ferro-ferri-fluoro-leakeite mostra un forte pleocroismo con colori che vanno dal blu indaco molto scuro lungo {\displaystyle x}, al blu grigio lungo {\displaystyle y}, al verde giallo lungo {\displaystyle z}.

## Minerali correlati
- Simile alla ferro-ferri-fluoro-leakeite è la ferro-ferri-leakeite (NaNa2(Fe2+2Fe3+2Li)Si8O22(OH)2) nella quale in posizione W è dominante l'anione idrossile, anziché il fluoro. È un minerale non ancora approvato dall'IMA, purtuttavia è considerato un membro del sottogruppo degli anfiboli di sodio dove occupa un posto nel "gruppo contenente la radice leakeite nel nome".[15]
- Un altro minerale non ancora approvato dall'IMA e con composizione chimica simile alla ferro-ferri-fluoro-leakeite è la mangano-ferri-fluoro-leakeite: possiede formula NaNa2(Mn2+2Fe3+2Li)Si8O22F2, nella quale è possibile vedere che in posizione C2+ è dominante il catione manganese bivalente. Anch'esso appartiene al sottogruppo degli anfiboli di sodio e al "gruppo contenente la radice leakeite nel nome".[16] Il solo luogo di ritrovamento per il minerale è il massiccio di Dara-i-Pioz (39.45035°N 70.71634°E) nei distretti di Subordinazione Repubblicana (Tagikistan).[17]